# Ativismo performativo
Ativismo performativo, informalmente chamado de militância de telão e lacração lucrativa, é um termo pejorativo que se refere ao ativismo feito para aumentar o capital social de alguém, e não por causa de sua devoção a uma causa. É frequentemente associado ao ativismo de nível superficial, conhecido como slacktivismo.
O termo ganhou um uso cada vez maior nas redes sociais após os protestos de George Floyd, embora a frase seja anterior ao assassinato de George Floyd. "performative wokeness" e "performative allyship" são termos relacionados em inglês, que podem ser traduzidos como "desconstrução performativa" e "aliança performativa", aliança se referindo a aliado ou simpatizante de uma causa, ou uma colaboração.

## História e uso

### Usos anteriores do termo
Em 1998, a St. Martin's Press publicou Spectacular Confessions: Autobiography, Performative Activism, and the Sites of Suffrage, um trabalho de Barbara Green sobre o sufrágio feminino da era da Federação na Austrália. O termo apareceu online em artigos de 2015 da Hyperallergic e Atlas Obscura, mas se referia ao ativismo que envolvia um elemento da arte performática. O artigo de Hyperallergic fez referência ao Greenham Common Women's Peace Camp, e como algumas mulheres protestaram contra as armas nucleares decorando uma cerca "com fotos, faixas e outros objetos", e acrescentou que "elas bloquearam a estrada para o local com apresentações de dança. Elas até pularam a cerca para dançar na zona proibida".
Em fevereiro de 2017, o escritor do The Outline, Jeff Ihaza, escreveu que "uma das tendências mais paralisantes dos liberais modernos é sua obsessão em serem vistos, seja em um protesto usando um chapéu rosa felpudo ao lado de Madonna ou em tweets virais de posse total do ex-presidente Donald Trump. Essa preocupação com a ótica é na maioria das vezes assustadoramente autocentrada "e, posteriormente, acrescentando que" do ativismo 'performativo' à fixação em sinais de protesto inteligentes, os liberais modernos sabem melhor do que ninguém como lucrar com um movimento político, mas eles sabem muito pouco sobre como aproveitar o poder de um". Também em 2017, após o ataque de carro a Charlottesville, o escritor da Filadélfia Ernest Owens incluiu o termo ativismo performativo sem interromper a pontuação, criticando-o como um ativismo "sobre fazer gestos simbólicos baratos e observações cativantes para centrar-se em vez do problema".
Em setembro de 2018, Lou Constant-Desportes, o editor-chefe do AFROPUNK.com renunciou, citando "'ativismo' performativo mergulhado no consumismo e woke palavras-chave usadas para fins de marketing". Em outubro de 2018, Jenna M. Gray do The Harvard Crimson publicou um artigo usando o termo "wokeness performativo", definindo-o como "afogar os comentários de sua palestra com uma série de chavões de justiça social - experimente favoritos como interseccionalidade, marginalizado, discurso, subjetividade, ou qualquer ismo - independentemente de as outras pessoas o compreenderem". Em 2019, o Columbia Daily Spectator e o Washington Square News, os jornais estudantis da Columbia University e da New York University, respectivamente, publicaram artigos abordando o discurso no campus em torno do ativismo performativo e dos alunos que participam do ativismo nas redes sociais.

### Em relação aos protestos de George Floyd
O termo cresceu em popularidade após a morte de George Floyd, com muitos ativistas do ensino médio e universitários usando o termo de forma pejorativa. O Los Angeles Times escreveu que os alunos alertaram contra o envolvimento em ativismo performativo online. Em 28 de maio de 2020, o estudante da Universidade Rice Summar McGee fundou a Rice For Black Life para ajudar a promover a arrecadação de fundos para organizações sem fins lucrativos sediadas no Texas e não passar por processos burocráticos de outras organizações no campus. McGee e Kendall Vining, outro membro da organização, expressaram que este tipo de "ativismo não hierárquico ajuda a evitar aliados performativos e ativismo". Em 1º de junho, ao expressar apoio ao movimento Black Lives Matter na sequência dos protestos contra George Floyd, a cantora Lorde afirmou: "Uma das coisas que considero mais frustrantes nas redes sociais é o ativismo performativo, predominantemente por celebridades brancas (como eu). É difícil encontrar um equilíbrio entre exibições de mídia social egoísta e ação verdadeira".
Em 2 de junho, muitos usuários do Instagram participaram do movimento "Blackout Tuesday", que envolveu usuários que postaram uma imagem quadrada totalmente apagada para mostrar apoio aos protestos de George Floyd. Celebridades e usuários em geral receberam críticas de outros usuários de mídia social por se envolverem em "ativismo performativo" por meio dessas postagens do Blackout Tuesday. Aliado performativo é um termo relacionado que apareceu em publicações na mídia após os protestos de George Floyd.
Um exemplo de uma autoridade do governo sendo criticada por ativismo "performativo" surgiu no final de junho, quando a prefeita de Washington, D.C., Muriel Bowser, mandou pintar a frase Black Lives Matter na 16th Street em frente à Casa Branca. Bowser foi criticado por isso, já que alguns mencionaram que ela presidia práticas de aplicação da lei que foram consideradas prejudiciais à comunidade negra em D.C.